# Рейдер, Юлия Александровна
Юлия Александровна Рейдер (1870, Харьков — 20 мая 1941, Одесса) — русская и советская оперная певица (лирико-драматическое сопрано), вокальный педагог.

## Биография
Училась в Харькове у Селины Мотте (1887—1890), затем совершенствовалась в Санкт-Петербурге под руководством Дарьи Леоновой и в Италии у Себастьяно Ронкони и Мартина Петца. В 1891 г. дебютировала в Большом театре в партии Гориславы («Руслан и Людмила»). Затем пела на оперных сценах Иркутска и Екатеринбурга, как концертная певица провела два сезона в Вятке (1900—1902), затем на протяжении нескольких лет преподавала вокал в Могилёве, в том числе в школе Ерихайлова. С основанием Одесской консерватории возглавила вокальную кафедру. Среди учеников Рейдер — Арнольд Азрикан, Мария Бем, Ольга Благовидова, Михаил Гришко, Иосиф Лохвицкий-Ланской, Сергей Мигай, Владимир Шахрай.
Как отмечал А. М. Пружанский в словаре «Отечественные певцы, 1750—1917», Рейдер «обладала гибким, звучным, ровным голосом обширного диапазона, владела блестящей вокальной школой».